# Trường Trung học phổ thông Đô Lương 1
Trường Trung hoc phổ thông Đô Lương 1 được thành lập năm 1960, là một trong những trường trung học đầu tiên của tỉnh Nghệ An.
Trường nằm tại xã Đà Sơn, huyện Đô Lương, tỉnh Nghệ An.

## Lịch sử
Trường Trung học phổ thông Đô Lương 1 được thành lập vào tháng 9 năm 1959. Ban đầu trường mang tên Trường Cấp 3 Anh Sơn.
Tháng 4 năm 1963 đổi tên thành Trường cấp 3 Đô Lương
Tháng 9 năm 1965, một bộ phận của trường tách ra thành lập Trường cấp 3 Đô Lương 2, một bộ phận tách ra thành cấp 3 Anh Sơn, từ đây trường mang tên Cấp 3 Đô Lương 1.
Đến năm 1985 đổi tên là Trường THPT Đô Lương 1, năm 1990 trường mang tên Trường Trung hoc phổ thông Đô Lương 1 cho đến nay.

## Thành tích
Một số danh hiệu tiêu biểu nhà trường đã đạt được sau 50 năm phát triển (1959-2009):
1. Danh hiệu: Chi bộ xuất sắc, trong sạch vững mạnh: 38 lượt.
2. Danh hiệu: Trường tiên tiến xuất sắc: 38 lượt.
3. Huân chương Lao động hạng Ba: 1993.
4. Huân chương Lao động hạng Nhì: 2009.
5. Đơn vị đạt chuẩn văn hoá: 2006
6. Số học sinh đậu đại học, cao đẳng: 9020 em.
7. Học sinh giỏi quốc gia: 03.
8. Bằng khen của Chính phủ, Bộ giáo dục và Đào tạo, ủy ban nhân dân tỉnh Nghệ An (tập thể): 25.
9. Nhà giáo ưu tú: 01.
10. Bằng khen của Chính phủ, Bộ giáo dục và Đào tạo, ủy ban nhân dân tỉnh Nghệ An (cá nhân): 61.
11. Giải nhất HSG Quốc gia: Nguyễn Trọng Lâm, Nguyễn Huy Hoàng.

## Các thế hệ hiệu trưởng
1. Phan Hoàng Tiêm
2. Thầy Nguyễn Thái Như
3. Lê Văn Thụ
4. Nguyễn Như Du
5. Phạm Duy Thận
6. Lê Đăng Tớn
7. Đậu Văn Đình
8. Nguyễn Danh Thuận
9. Nguyễn Duy Mai
10. Nguyễn Thị Kiều Hương
11. Lê Đức Hưng